# Phage (Marvel)
Phage (door fans ook wel Rampage genoemd) is een fictieve superschurk uit de strips van Marvel Comics. Hij is een van de zes symbioten voortgebracht door Venom. Samen met drie van zijn mede symbioten fuseerde hij later tot Hybrid. Hij werd bedacht door David Michelinie en Ron Lim.

## Biografie
Phage was een van de vijf symbioten die op gewelddadige wijze werden gecreëerd uit de Venom symbioot om te werken als soldaat voor de Life Foundation. De Life Foundation experimenteerde met de Venom symbioot om zich voor te bereiden op een nucleair einde van de Koude Oorlog. Phage werd na zijn creatie verbonden met LF medewerker Carl. Phage was de zelfbenoemde leider van de symbioten, hoewel in praktijk Scream die rol op zich nam.
Net als zijn “familie” had Carl moeite zijn symbioot onder controle te houden, wat vaak resulteerde in uitingen van woedde en geweld. Hij en de andere LF symbioten ontvoerden Eddie Brock in de hoop dat hij hen kon leren te communiceren met hun symbioten.
Carl werd uiteindelijk gedood door Scream, net als vier andere LF symbioten. Wat over was van Carls symbioot combineerde met de andere vier slachtoffers van Scream tot de antiheld Hybrid.

## Krachten en vaardigheden
Phage bezit alle krachten van de originele Venom symbioot, en daarmee ook alle krachten van Spider-Man. Zo is hij zeer sterk, heeft toegenomen reflexen, ongelimiteerd “web” en is niet detecteerbaar door Spider-Mans "spider-sense". Zijn primaire manier van aanvallen is door zijn symbiotische kostuum om te vormen tot lange steekwapens.

## Trivia
- Zowel Phage als Rampage zijn fan namen voor Carl. Pahge was eigenlijk de bijnaam van Xenophage, een alien die op Symbioten jaagde.

## Phage in andere media
Phage is een van de zes symbioot eindbazen in het videospel Spider-Man & Venom: Separation Anxiety.